# Мадоната от Сталинград
Сталинградската мадона (на немски: Muttergottes von Stalingrad) е рисунка на германския военен лекар Курт Ройбер, направена с въглен на гърба на съветска училищна географска карта в нощта на 24 срещу 25 декември 1942 г., близо до Сталинград по време на последния етап от битката при Сталинград. Съхранява се в мемориалната църква „Кайзер Вилхелм“ в Берлин.

## История на създаването
Авторът на картината Курт Ройбер получава религиозно образование и става свещеник, а през 1938 г. получава медицинското си образование в медицинския факултет на университета в Гьотинген. Той работи в болницата и в църквата, действайки като лекар и протестантски пастор. В кратките часове на свободното си време рисува. През ноември 1939 г. става войник и се издига от ефрейтор на санитарната служба през януари 1940 г. до капитан на медицинската служба през февруари 1942 г. През цялата си военна служба Курт Ройбер създава рисунки с молив или въглен, които изпраща у дома. Известни са повече от 100 оцелели творби.
По време на службата си на източния фронт възгледите на Ройбер претърпяват значителна еволюция. През лятото на 1941 г. той описва жителите на окупираната територия като „сива маса без човешко достойнство, която няма сили за обновление“. Но още през лятото на 1942 г. в едно от писмата си той отбелязва: „За една година участие в руската война ставате по-обективни и по-справедливи в оценките си. Срещнах прекрасни хора... Толкова много потоци кръв и сълзи, ужас на душата и тялото преминаха през тази страна...“.
В битката при Сталинград Курт Ройбер участва в 16-та танкова дивизия с чин капитан на медицинската служба като старши лекар. В края на 1942 г. Ройбер получава разрешение за отпуск в родината си, от която се завръща два дни преди обкръжаването на 6-а армия при Сталинград. За германските войници обкръжаването и последвалите събития се превръщат в труден физически и духовен тест. В едно от писмата си той пише за битките и цитира думите на ранен войник: "Страх, страх, страх без край ... Атаки и контраатаки, ревът на танкове и оръдия, воят на „Катюша“, картечници, гранати – и всичко това лице в лице ... До мен лежеше един войник с откъсната ръка и без нос, който имаше сили да каже, че вече няма да има нужда от кърпичка. Попитах го какво би направил, ако можеше да плаче. В отговор всички ние тук никога няма да плачем, други ще скърбят за нас... При тези условия землянката на лекаря, художника и свещеника Ройбер се превръща в едно от местата, където войниците търсят не само медицинска помощ, но и духовна помощ. По молба на колегите си Курт Ройбер рисува рисунка, наречена „Сталинградската мадона“ и по-късно тя се превръща в икона.
„Сталинградската мадона“ е нарисувана в нощта на Коледа (според григорианския календар) от 24 до 25 декември 1942 г. на обратната страна на географската карта на съветско училище.
Руският държавен военен архив съдържа бележника на Курт Ройбер, в който сред записите има няколко скици на „Сталинградската мадона“, последната от които е от 26 октомври 1943 г., когато Ройбер е в лагера за военнопленници No 97 в Елабуга.
Курт Ройб умира на 20 януари 1944 г. в лагерния лазарет от церебеларен абсцес.

## Описание
На лист хартия (обратната страна на географската карта на съветското училище) е изобразена седнала жена (Божията майка), която държи Младенеца Исус Христос за себе си и го покрива с широк шал. Главата на Майката е наклонена към главата на Детето, очите са затворени. Дясната ръка на Дева Мария притиска Младенеца към гърдите ѝ със защитен жест, лявата е скрита под тъканта.
Около фигурите има надписи на немски език:
| „ | Светлина. Живот. Любов. Коледа в „котела“. Крепост Сталинград; Licht. Leben. Liebe. Weihnachten im Kessel. Festung Stalingrad. 1942 | “ |

## Оценки
Авторът пише на съпругата си: „Нека Сталинградската Мадона стане за нас символ на факта, че след всички наши смъртни преживявания, ние искаме да обичаме живота още по-горещо и искрено, осъзнавайки, че можете да живеете само когато е: лъчезарно чист и нежно топъл“.
Яков Черкаски, колумнист на вестник „Руска Германия“, смята, че „под прикритието на сталинградската Мадона видимо присъстват чертите на онези рускини, чиито портрети е създал преди“.
Кандидатът на историческите науки М. Й. Горожанина смята, че образът на Сталинградската Мадона е „ярка проява на културното взаимно влияние на двата християнски клона“. Тя също така отбелязва, че „този образ се е превърнал в квинтесенцията на надеждата за живот, желанието за мир, за всички, независимо от националност, раса и религия“.

## По-нататъшната съдба на произведението
Представянето на картината се оказа много особено: в полунощ командирът на медицинския батальон полковник Вилхелм Грос се обърща към войниците, след което вратата към празнично украсената стая в землянката е отворена. В центъра, прикована към дървена основа и запален от свещ, стои „Сталинградската мадона“.
Авторът е впечатлен от първата реакция на колегите си към простата му рисунка:
| „ | Когато вратата се отвори и другарите ми влязоха, те спряха, сякаш вкопани в благоговейно мълчание, поразени от картина, окачена на глинена стена, под която светлина гореше върху дънер, забит в глинена стена. Целият коледен празник се проведе под впечатлението на рисунката и думите, които я рамкираха: светлина, живот, любов. | “ |

Скоро започва обстрелът, който продължава цяла нощ – съветските войски използват всички средства, за да потиснат духа на обкръжените. По време на обстрела един от войниците, участвали в коледното парти, е убит.
На 13 януари 1943 г. сталинградската Мадона е изведена от обкръжението на последния самолет в ръцете на приятеля на Ройбер, тежко ранения полковник Вилхелм Грос. Землянката, в която е нарисуван образът на Мадоната и за известно време се намира, е унищожена седмица по-късно от пряк бомбен удар (по това време д-р Ройбер е дежурен в болницата).
Рисунката е предадена на семейството на Курт Ройбер и виси в продължение на много години в къщата на дъщерята на Ройбер Ута Толкмит. На 26 август 1983 г., по предложение на федералния президент Карл Карстенс, роднините на Курт Ройбер даряват рисунката на протестантската мемориална църква „Кайзер Вилхелм“ в Берлин, където тя остава и до днес.
Иконата се е превърнала в символ на международното разбирателство, в знак на помирение и партньорство, в напомняне за ужасите на войната, за стойността на човешкия живот.
На 14 ноември 1990 г. иконата на Сталинградската Мадона е осветена от църковни йерарси от различни християнски деноминации от три европейски града, които са силно повредени по време на Втората световна война. На церемонията присъстват ректорът на Англиканската катедрала в Ковънтри Джон Пети, епископът на Западен Берлин Мартин Крузе и архиепископът на Волск и Саратов Пимен (роден Хмелевски). В катедралата в Ковънтри иконата на Сталинградската Мадона се съхранява в параклиса на хилядолетието.
Копие на иконата се намира във Волгоградската католическа църква „Свети Никола“ и е широко почитано сред волгоградските католици като икона на Дева Мария на помирението. Православните християни наричат иконата „Сталинградска Богородица“.
На 21 ноември 2003 г. Волгоградският куклен театър за първи път представя на сцената си кукления спектакъл „Сталинградска мадона“, който дълги години е включен в постоянния репертоар на театъра.
През 2013 г. руският режисьор и телевизионен продуцент Николай Горячкин прави документален филм „Сталинградската мадона“, който получава наградата на Европейския център за историческо кино „За духовност, любов и хуманизъм“ на фестивала „Златен рицар“ през май 2015 г.